# Palantir Technologies
Palantir Technologies Inc. is een Amerikaans beursgenoteerd bedrijf dat gespecialiseerd is in softwareplatforms voor big data-analyses. Het bedrijf werd in 2003 opgericht door Peter Thiel, Stephen Cohen, Joe Lonsdale, en Alex Karp. Het hoofdkantoor is gevestigd in Denver. 
De naam van het bedrijf is afgeleid van In de ban van de ring, waarin de magische palantíri "zienstenen" waren, beschreven als onverwoestbare kristallen bollen die werden gebruikt voor communicatie en om gebeurtenissen in andere delen van de wereld te zien.
Het bedrijf heeft vier hoofdprojecten: 
1. Palantir Gotham is een inlichtingen- en verdedigingsinstrument dat wordt gebruikt door legers en analisten op het gebied van terrorismebestrijding en de bestrijding van extreemrechts. Tot zijn klanten behoorden onder meer de United States Intelligence Community (USIC) en het Amerikaanse ministerie van Defensie. Hun Software as a Service (SaaS) is een van de vijf aanbiedingen die door het Amerikaanse ministerie van Defensie zijn goedgekeurd voor Mission Critical National Security Systems (IL5).
2. Palantir Foundry wordt gebruikt voor data-integratie en -analyse door zakelijke klanten zoals Morgan Stanley, Merck KGaA, Airbus Group, Wejo, Lilium, PG&E en Fiat Chrysler Automobiles.
3. Palantir Apollo is een platform om continue integratie/continue levering (CI/CD) in alle omgevingen te faciliteren.
4. Palantir AIP (Artificial Intelligence Platform), integreert grote taalmodellen in privénetwerken. Het bedrijf heeft het gebruik ervan in oorlogen gedemonstreerd, waar een militaire operator operaties kon uitvoeren en reacties kon ontvangen via een AI-chatbot. CEO Karp verwees naar de mogelijke risico's van generatieve kunstmatige intelligentie en zei dat het product de AI niet in staat zou stellen om zelfstandig targeting-operaties uit te voeren, wat menselijk toezicht vereist. Ook commerciële bedrijven gebruiken AIP op veel verschillende gebieden. Toepassingen zijn onder meer infrastructuurplanning, netwerkanalyse en toewijzing van middelen.

De oorspronkelijke klanten van Palantir waren federale agentschappen van de USIC. Sindsdien heeft het zijn klantenbestand uitgebreid om zowel internationale als regionale en lokale overheden te bedienen, en ook particuliere bedrijven.